# إدواردو بوفي
إدواردو بوفي (بالإيطالية: Edoardo Bove)‏ هو لاعب كرة قدم إيطالي ولد في عام 2002، وهو يلعب في مركز الوسط مع فيورنتينا ومع منتخب إيطاليا تحت 21 سنة لكرة القدم.

## وصلات خارجية
إدواردو بوف على موقع الاتحاد الأوربي (الإنجليزية)
- إدواردو بوف على موقع قاعدة بيانات كرة القدم.إي يو (الإنجليزية)
- إدواردو بوف على موقع ليكيب (الفرنسية)
- إدواردو بوف على موقع Soccerbase.com (لاعب) (الإنجليزية)
- إدواردو بوف على موقع Soccerway.com (الإنجليزية)
- إدواردو بوف على موقع عالم كرة القدم.نت (الإنجليزية)
- إدواردو بوف على موقع AS.com (الإسبانية)
- إدواردو بوف على موقع GSA (الإنجليزية)